# Xiang Yu
Xiang Yu (Chino:項羽, pinyin: xiàng yǔ; 232-202 a. C.) fue un prominente general durante la caída de la dinastía Qin. Su nombre era Ji (籍), y su nombre honorífico era Yu. Era un descendiente de la nobleza Chu. Tomó el mando del ejército rebelde de su tío después de que éste fuera asesinado por los Qin. Su ejército pronto fue el más poderoso de todos los rebeldes. Xiang Yu se autoproclamó Xi Chu Ba Wang (西楚霸王), es decir, gran señor del oeste de Chu.
Liu Bang, fue el que tiempo después fundó la dinastía Han, y fue el primer rebelde en conquistar Xianyang, la capital de Qin. Pero Liu Bang fue forzado a ceder XianYang, y Ziying, el último regente de Qin, a Xiang Yu. Xiang Yu mató entonces a Ziying y quemó el palacio, de forma que las copias únicas de los "libros prohibidos" en la biblioteca real se perdieron para siempre.
El poderoso Xiang Yu pronto controló la totalidad de China, pero carecía de experiencia política. Dividió el país en 18 estados feudales para su propia satisfacción. Debido a que se promocionó basándose en el nepotismo, alienó a las personas con talento para que no participaran en su causa. Aunque pensaba que Liu Bang era su mayor amenaza, perdió varias oportunidades de eliminarle. Después de cinco años de la contención Chu-Han con Liu Bang, pronto perdió todo su territorio. Sufrió su última derrota en Kaixia (垓下), donde perdió sus ejércitos. Su amada concubina Yuji (虞姬) se suicidó a continuación. El título de la opera china Adiós a mi concubina, al igual que la película homónima basada en la misma ópera, se basa en el aria que Xiang Yu canta a la dama Ju en sus últimos momentos.
Se debería mencionar que tenía un gran apoyo en su patria, pero tuvo un sentimiento de no poder afrontar la vuelta a casa. Habiendo cruzado el río Wujiang (烏江口) con ocho mil hombres y volviendo ahora sin ninguno de ellos, sintió que la vergüenza de volver era insoportable y decidió en su lugar acabar todo en ese momento. Se suicidó junto al río.
Su muerte heroica por manos de Liu Bang ha sido inmortalizada en las Memorias históricas, convirtiéndole en un héroe de las historias del folclore y poesías chinos. Xiang Yu está representado en Wu Shuang Pu de Jin Guliang (無雙 譜, Tabla de héroes incomparables).
- Datos: Q182266
- Multimedia: Xiang Yu / Q182266